# Ngô Cường Cưu Di
Ngô Cường Cưu Di (chữ Hán: 吳彊鳩夷), là vị vua thứ tám của nước Ngô tồn tại từ cuối thời nhà Thương sang thời Đông Chu trong lịch sử Trung Quốc.
Ông mang họ Cơ, là con của Ngô Kha Tương – quân chủ thứ 7 nước Ngô.
Sử sách không ghi chép thời gian ông làm quân chủ, không rõ năm bắt đầu, năm mất và các sự kiện trong thời gian ông ở ngôi.
Sau khi ông mất, con ông là Cơ Dư Kiều Nghi Ngô lên nối ngôi.